# Fábio da Silva
Fabio Gomes da Silva (né le 4 août 1983 à Campinas) est un athlète brésilien, spécialiste du saut à la perche. Il a été le détenteur du record d'Amérique du Sud de la spécialité avec 5,80 m établis en 2011.

## Carrière
Il remporte son premier succès international majeur en 2007 à l'occasion des Championnats d'Amérique du Sud de São Paulo où il établit avec 5,77 m un nouveau record continental. Il confirme son potentiel quelques jours plus tard à Rio de Janeiro en s'adjugeant le titre des Jeux panaméricains avec 5,40 m, devant le Mexicain Giovanni Lanaro et l'Argentin Germán Chiaraviglio. Il participe ensuite aux Championnats du monde d'Osaka et se classe dixième de la finale après avoir franchi une barre à 5,76 m.
Éliminé dès les qualifications des Jeux olympiques de 2008 (5,45 m), Fabio Gomes da Silva remporte dès l'année suivante à Lima son deuxième titre continental consécutif à l'occasion des Championnats d'Amérique du Sud d'athlétisme 2009. Il se classe deuxième des Championnats Ibéro-américains 2010 derrière le Cubain Lázaro Borges.
Le 26 février 2011, à São Caetano do Sul, le Brésilien franchit 5,80 m et améliore de trois centimètres son propre record du Brésil et d'Amérique du Sud. Début juin à Buenos Aires, Gomes da Silva remporte ses troisièmes Championnats d'Amérique du Sud avec un saut à 5,35 m.
Lors des Mondiaux de Daegu, il termine 8e d'une finale électrique, avec 5,65 m.
À partir de 2012, il peine toutefois à retrouver de telles barres : il franchit néanmoins 5,70 m à Fortaleza le 9 mai, 5,60 m à deux reprises en 2013, à São Paulo le 5 mai et à Belém le 12 mai ; enfin 5,50 m toujours à Belém le 10 août 2014.
Le 10 octobre 2014, il saute 5,71 m à São Paulo (IDCM), ce qui lui donne le minima pour les Championnats du monde à Pékin l'année suivante, où à la veille de la compétition, il n'a franchi que 5,40 m.

## Palmarès
| Date | Compétition                            | Lieu           | Place | Résultat |
| ---- | -------------------------------------- | -------------- | ----- | -------- |
| 1999 | Championnats d'Amérique du Sud juniors | Concepción     | 3e    | 4,75 m   |
| 2000 | Championnats d'Amérique du Sud juniors | São Leopoldo   | 2e    | 5,00 m   |
| 2001 | Championnats d'Amérique du Sud juniors | Santa Fe       | 3e    | 4,80 m   |
| 2001 | Championnats d'Amérique du Sud         | Manaus         | 5e    | 4,80 m   |
| 2002 | Championnats d'Amérique du Sud juniors | Belém          | 1re   | 5,10 m   |
| 2002 | Championnats du monde juniors          | Kingston       | 12e   | 5,00 m   |
| 2003 | Championnats d'Amérique du Sud         | Barquisimeto   | 5e    | 5,10 m   |
| 2004 | Championnats ibéro-américains          | Huelva         | 1re   | 5,40 m   |
| 2005 | Universiade                            | Izmir          | 11e   | 5,20 m   |
| 2005 | Championnats d'Amérique du Sud         | Cali           | 1re   | 5,40 m   |
| 2006 | Championnats ibéro-américains          | Ponce          | 2e    | 5,65 m   |
| 2006 | Championnats d'Amérique du Sud         | Tunja          | 3e    | 5,20 m   |
| 2007 | Championnats d'Amérique du Sud         | São Paulo      | 1er   | 5,77 m   |
| 2007 | Jeux panaméricains                     | Rio de Janeiro | 1er   | 5,40 m   |
| 2007 | Championnats du monde                  | Osaka          | 10e   | 5,76 m   |
| 2009 | Championnats d'Amérique du Sud         | Lima           | 1er   | 5,40 m   |
| 2010 | Championnats Ibéro-américains          | San Fernando   | 2e    | 5,55 m   |
| 2011 | Championnats d'Amérique du Sud         | Buenos Aires   | 1er   | 5,35 m   |
| 2011 | Jeux mondiaux militaires               | Rio de Janeiro | 3e    | 5,60 m   |
| 2011 | Championnats du monde                  | Daegu          | 8e    | 5,65 m   |
| 2015 | Jeux panaméricains                     | Toronto        | -     | NM       |

## Records
Sa meilleure performance de 5,80 m, réalisée en plein air à São Caetano do Sul le 26 février 2011, constituait le record d'Amérique du Sud, jusqu'à ce qu'il soit battu en 2013 par Augusto de Oliveira.
| Épreuve      | Performance | Lieu               | Date            |
| ------------ | ----------- | ------------------ | --------------- |
| En extérieur | 5,80 m      | São Caetano do Sul | 26 février 2011 |
| En salle     | 5,65 m      | Linz               | 3 février 2011  |